# Annie (artist)
Annie (eg. Anne Lilia Berge Strand), född 21 november 1977 i Trondheim i Norge, är en norsk sångare, låtskrivare, DJ och musikproducent. Hon är bosatt i Berlin.
Annie slog igenom 2004 med singeln "Chewing Gum".

## Diskografi
Studioalbum
- Anniemal (2004)
- Don’t Stop (2009)

Mixalbum
- DJ-Kicks - Annie (2005)
- Wednesday Mix (med DJ Fett Burger) (2009)
- Friday Mix (med DJ Fett Burger) (2010)
- Thursday Mix (med DJ Fett Burger) (2011)
- Tuesday Mix (med DJ Fett Burger) (2011)

EPs
- iTunes Festival: London 2008 (2008)
- The A&R EP (2013)
- Endless Vacation (2015)

Singlar
- "The Greatest Hit" (1999)
- "I Will Get On" (2002)
- "My Heartbeat" (2004)
- "Chewing Gum" (2004)
- "My Heartbeat" (2004)
- "The Wedding" (2005)
- "Me Plus One" (2005)
- "Always Too Late" (2005)
- "Happy Without You (Remixes)" (2005)
- "Crush (Remixes)" (2006)
- "Two Of Hearts" (2008)
- "I Know UR Girlfriend Hates Me" (2008)
- "Songs Remind Me Of You" (2009)
- "Anthonio" (2009)
- "My Love Is Better" (2010)
- "Tube Stops And Lonely Hearts" (2013)
- "Russian Kiss" (med Bjarne Melgaard) (2014)
- "Labyrinth" (som Tuff City Kids with Annie) (2016)

Annat
- "Anniemal" (delad singel med Henning Severud) (2001)
- "I Will Always Remember You" (med Fredrik Saroea) (2002)
- "Follow Me" (med Ercola) (2007)
- "Alien Summer" (med The Toxic Avenger) (2011)
- "Crazy for You" (Designer Drugs med Annie) (2012)
- "Take A Look At The World" (med Ralph Myerz) (2013)